# خلخالیان (رضوانشهر)
خلخالیان بهشت‌آباد، روستایی از توابع بخش پره‌سر شهرستان رضوان‌شهر در استان گیلان ایران است.

## اطلاعات
این روستا در دهستان دیناچال قرار دارد و براساس سرشماری مرکز آمار ایران در سال ۱۳۸۵، جمعیت آن ۶۴۸ نفر (۱۷۴خانوار) بوده‌است و بنیان گزارش امان الله خان پدر عین الله خان کمالی بوده است.